# Бурдаков, Александр Степанович
Александр Степанович Бурдаков — советский государственный и политический деятель, председатель Иркутского областного исполнительного комитета.

## Биография
Родился в 1906 году в деревне Лая Нижне-Тагильской волости Пермской губернии. Член ВЛКСМ с 1926 года, член ВКП(б) с 1927 года.
В 1928 году работал секретарем комсомольской ячейки с. Братск (ныне г. Братск). С конца 1928 по осень 1929 годов работает пропагандистом Братского райкома ВКП(б). Участвовал в создании ТОЗ и сельскохозяйственных коммун, одну из которых под названием «Рассвет тайги» (с. Нижне-Шаманка Братского района) в 1930 году возглавил в качестве председателя правления.
Зимой 1930—1931 годов работал пропагандистом райкома ВКП(б) в с. Громы и Шумиловской судоверфи. В 1931—1933 годах учится в комвузе в Иркутске, после окончания которого работает заместителем начальника политотдела Голуметской МТС по партийно-массовой работе.
В 1935—1937 годах работал заместителем директора Братской машино-тракторной станции им. Кирова по политической части, а с конца 1937 по март 1938 годов работал вторым секретарем Братского райкома ВКП(б).
С марта 1938 по июль 1939 гг. — заведующий Черемховским райземотделом, с июля 1939 года становится председателем Черемховского райисполкома. С 1940 по 1942 гг. — первый секретарь Голуметского райкома ВКП(б), в 1942—1943 гг. — первый секретарь Заларинского райкома партии.
В 1943 году стал заведующим сельскохозяйственным отделом Иркутского обкома ВКП(б), в 1948 году окончил Высшую партшколу при ЦК ВКП(б) а в 1950 году становится секретарем обкома ВКП(б) по сельскому хозяйству. В 1952 году избран председателем Иркутского облисполкома, в 1954 году избран депутатом Совета Союза Верховного Совета СССР 4-го созыва от Рязанской области. Был делегатом XIX и XX партсъездов КПСС..
Скончался 10 мая 1956 года в Москве.